# 高松市立城内中学校
高松市立城内中学校（たかまつしりつじょうないちゅうがっこう）は、かつて香川県高松市玉藻町にあった公立中学校。2009年3月をもって閉校となった。
その名の通り、高松城の一角にある。
中心市街地の空洞化などで生徒数が減少したため、2009年3月をもって閉校。高松市立光洋中学校と統合され、同校の場所に高松市立高松第一中学校が新設された。
本校は新塩屋町小学校区・女木小学校区の全域と築地小学校区と四番丁小学校区の一部が校区だったが、高松第一中学校が新塩屋町・築地・松島の3小学校を統合して2010年に発足した高松第一小学校と小中一貫教育を行う関係上、この統合の枠組みから外れる四番丁小学校区（こちらは同年に日新・二番町の両小学校と統合された）については2008年度より紫雲中学校区に変更された。同年度については経過措置としてどちらかを選択できる。なお、女木小学校については2009年3月現在休校中のため、どうなるかは明らかになっていない。

## 沿革
- 1956年 創立。
- 1958年 女木島中学校を統合。
- 2009年 閉校。53年の歴史に幕を下ろす。

## 出身者
- 中村信博（NHKアナウンサー）

## 交通アクセス
付近の駅
- 高松琴平電気鉄道琴平線「片原町駅」、「高松築港駅」
- 四国旅客鉄道（JR四国）予讃線・高徳線「高松駅」